# San Juan de Torres
San Juan de Torres es una localidad del municipio de Cebrones del Río, situado en el sur de la provincia de León, España. El municipio está formado por Cebrones del Río, San Martín de Torres y San Juan de Torres. Todos pertenecen a la comarca de La Bañeza. 
La población del Ayuntamiento de Cebrones del Río, en 2020, es de 439 personas. Y en concreto, la localidad de San Juan de Torres tiene una población de 135 personas.

## Localización
Se encuentra situado al suroeste del ayuntamiento con una altitud de 750 metros. En este pueblo se encuentran los restos de un antiguo castro celta situado en la cima de una colina. Es un castro perfectamente catalogado de la Primera Edad del Hierro ubicado en "La Cuesta" y que, a juzgar por los restos, también de la época medieval.
El pueblo se encuentra atravesado por el río Órbigo, afluente del Esla. El campo es una vega muy fértil que produce alubias, patatas, remolacha y maíz, regados por el canal o caño de Cuatro Concejos, canalizado y reformado con la concentración parcelaria.
En relación con su clima, cumple con las características propias de la provincia de León. Durante el otoño tienen lugar días lluviosos que van dejando llegar el aire frío del invierno. El invierno es frío y las heladas por la noche son habituales. Luego, con la primavera y sus lluvias, van dejando paso a un verano breve pero intenso en el que se pueden llegar a registrar temperaturas de 35°.

## Historia

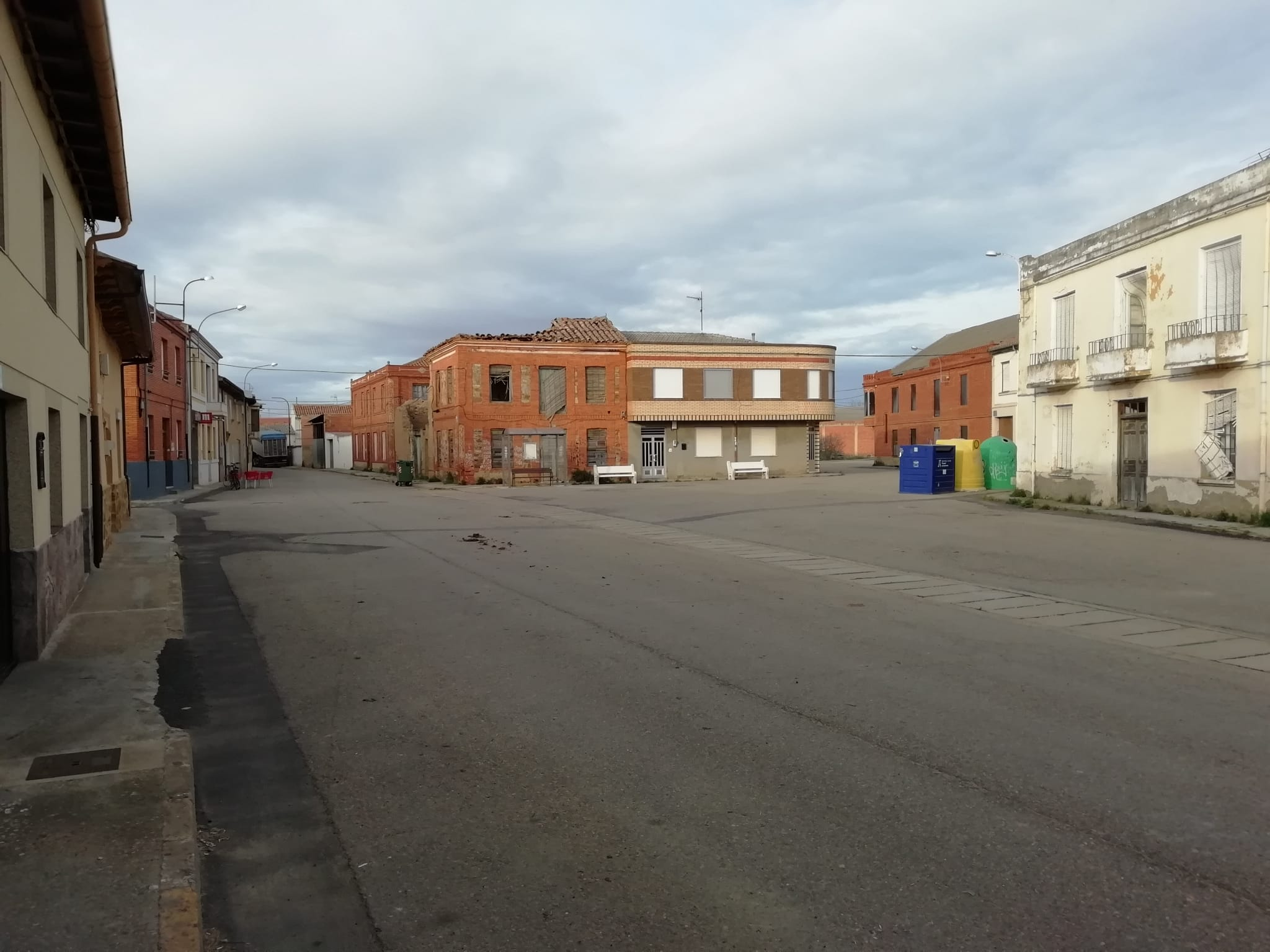
Plaza Mayor de San Juan de Torres

El pueblo también es paso por una de las antiguas rutas de la Vía de la Plata. Aunque esta ruta es apenas conocida por los lugareños, se cree que pudiera ser la ruta original, actualmente desviada por posibles motivos políticos y económicos.

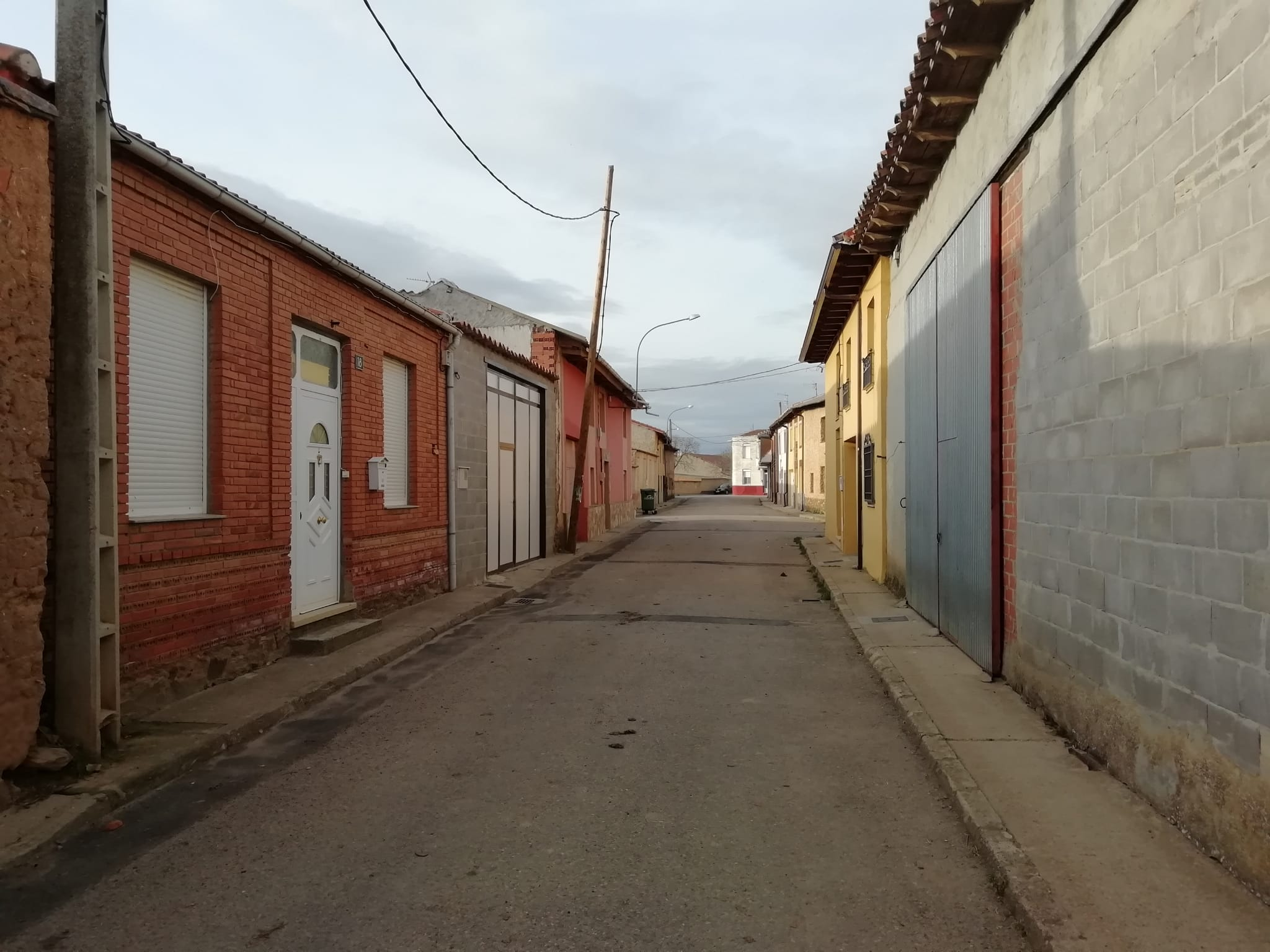
Calle Real, antigua Cañada Real

Antes pasaba un camino llamado Cañada, paso de trashumantes por donde circulaban los rebaños de ovejas en la primavera hacia la montaña y regresaban en invierno a Castilla, desaparecido por la parcelaria; queda solamente la calle Real dentro del pueblo. 
Como calzada romana, el trayecto de la "Vía de la Plata" entra en la provincia de León a partir de la zona de El Tamaral siguiendo el Camino Real o Cañada Real que pasaba por San Juan de Torres, para cruzar el Río Órbigo por el puente de La Vizana. La ruta sigue por el Camino Real Antiguo hasta La Nora. Desde Navianos se considera un trayecto único que es su paso por "Los Molinos" y "Los Villares" se identificaba con la vía pecuaria hasta San Juan de Torres.
Si nos referimos a la Cañada como cañada ganadera, saliendo de La Bañeza, se identificaba con el "Camino de La Bañeza a San Juan de Torres", de tal forma que la ruta prerromana se revitaliza con el tráfico ganadero en ese último tramo leonés.
Hace unos años había dos cofradías en el pueblo la de San Roque y San Antonio por rotación todos los años se elegían tres cofrades que se encargaban de hacer la sepultura en el cementerio de los cofrades fallecidos ese año. Todos los años esos cofrades hacían en casa de uno de ellos, una comida de confraternidad, en una de esas comidas allá por los años que empezó la guerra civil, compraron la dehesa del Marqués de Castañón. 
Es un pueblo donde en verano los que tienen una casa vuelven desde donde se encuentran a pasar unos días de vacaciones y así recordar y disfrutar de los pasajes extraordinarios teniendo gran relevancia la calle Real que parte muy cerca de la iglesia y tiene una historia de marqueses porque en ella residió el Marqués de Castañon.
Los marqueses de Campo Fértil eran propietarios del llamado Puente Paulón, sobre el Río Órbigo y de la Venta Castañón, en la carretera de La Coruña cercana a la comarca de La Bañeza. Es el Marqués de Castañón quien compra una casa con posada, propiedad del Marqués de Campo Fértil, situada en el partido judicial de La Bañeza entre los municipios de San Martín de Torres y Cebrones del Río. Por esto, parte del pueblo formaba parte del marquesado.

## Patrimonio

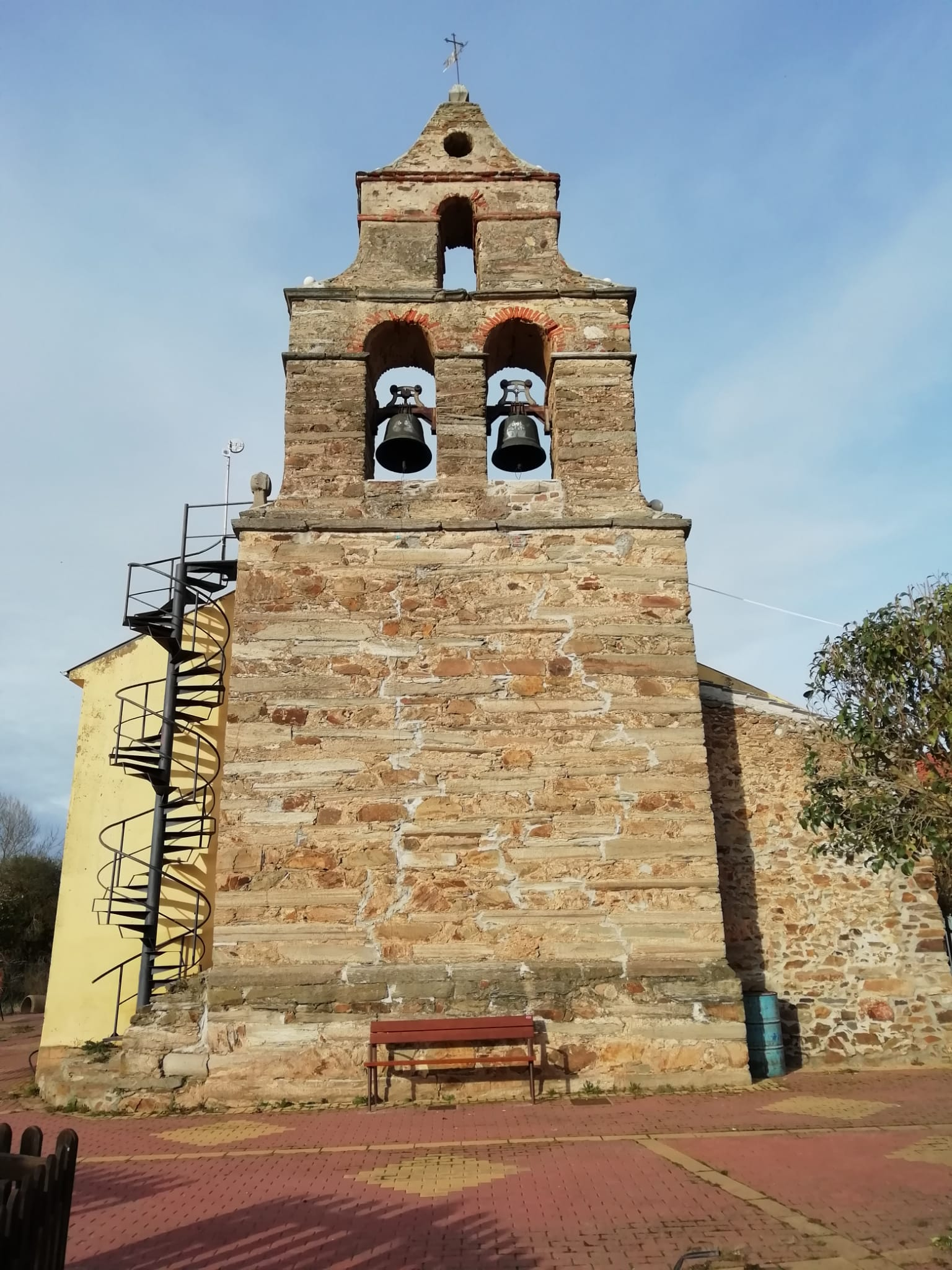
Campanar de la iglesia de San Juan de Torres que se sigue conservando.

También existía una iglesia románica perteneciente a los templarios. Es la iglesia parroquial de San Juan Bautista. La iglesia fue destruida en los años 1970 y todos sus libros, reliquias, santos y obras de arte fueron vendidos o desaparecieron. La iglesia actual es una iglesia simple y pequeña. De la antigua solo se conserva el campanar en forma de espadaña. La torre de la iglesia ha sido restaurada, y se reformó la entrada a la iglesia, el altar y el techo, dándole un retoque a todo el interior. 

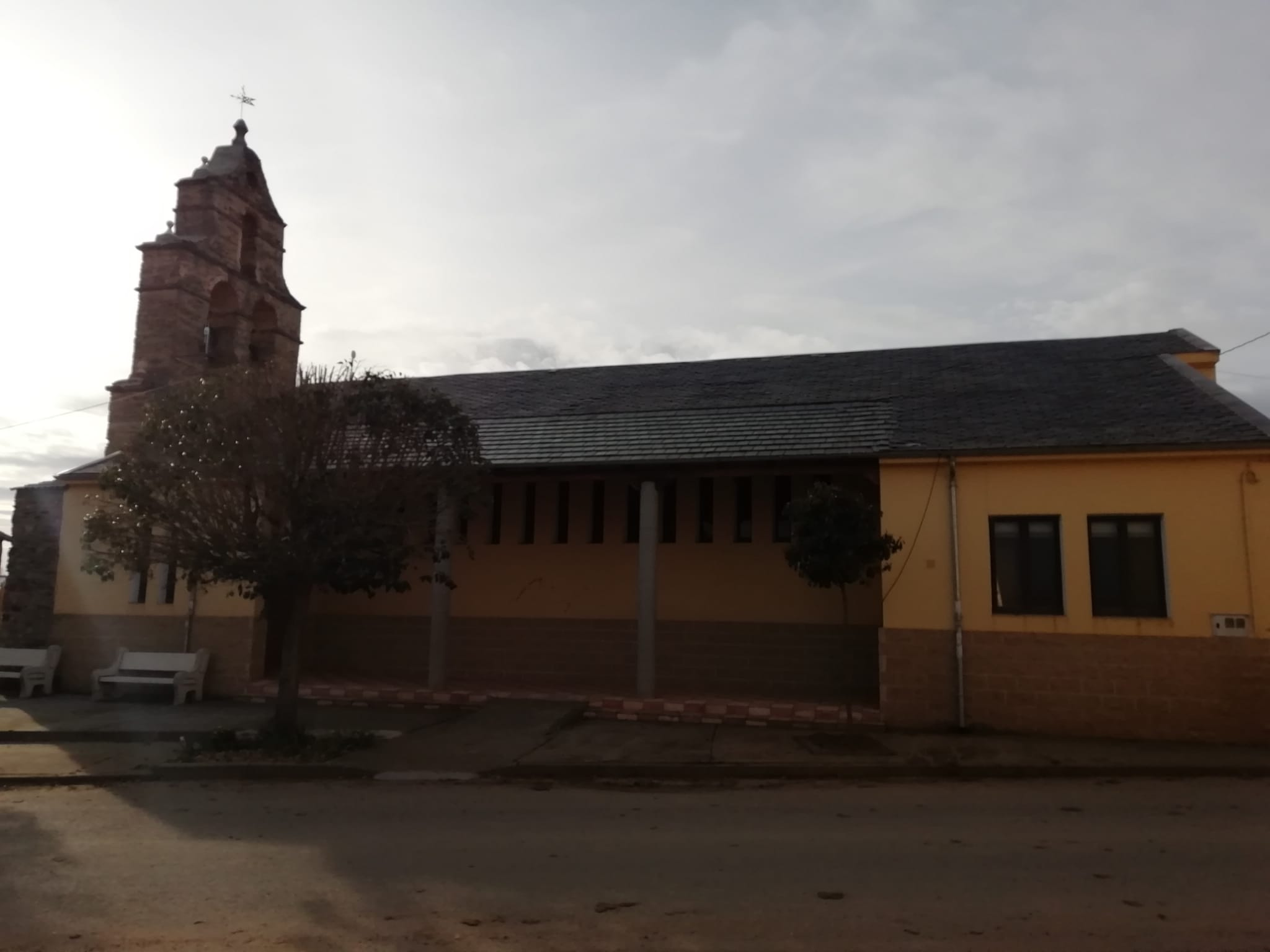
Iglesia de San Juan de Torres

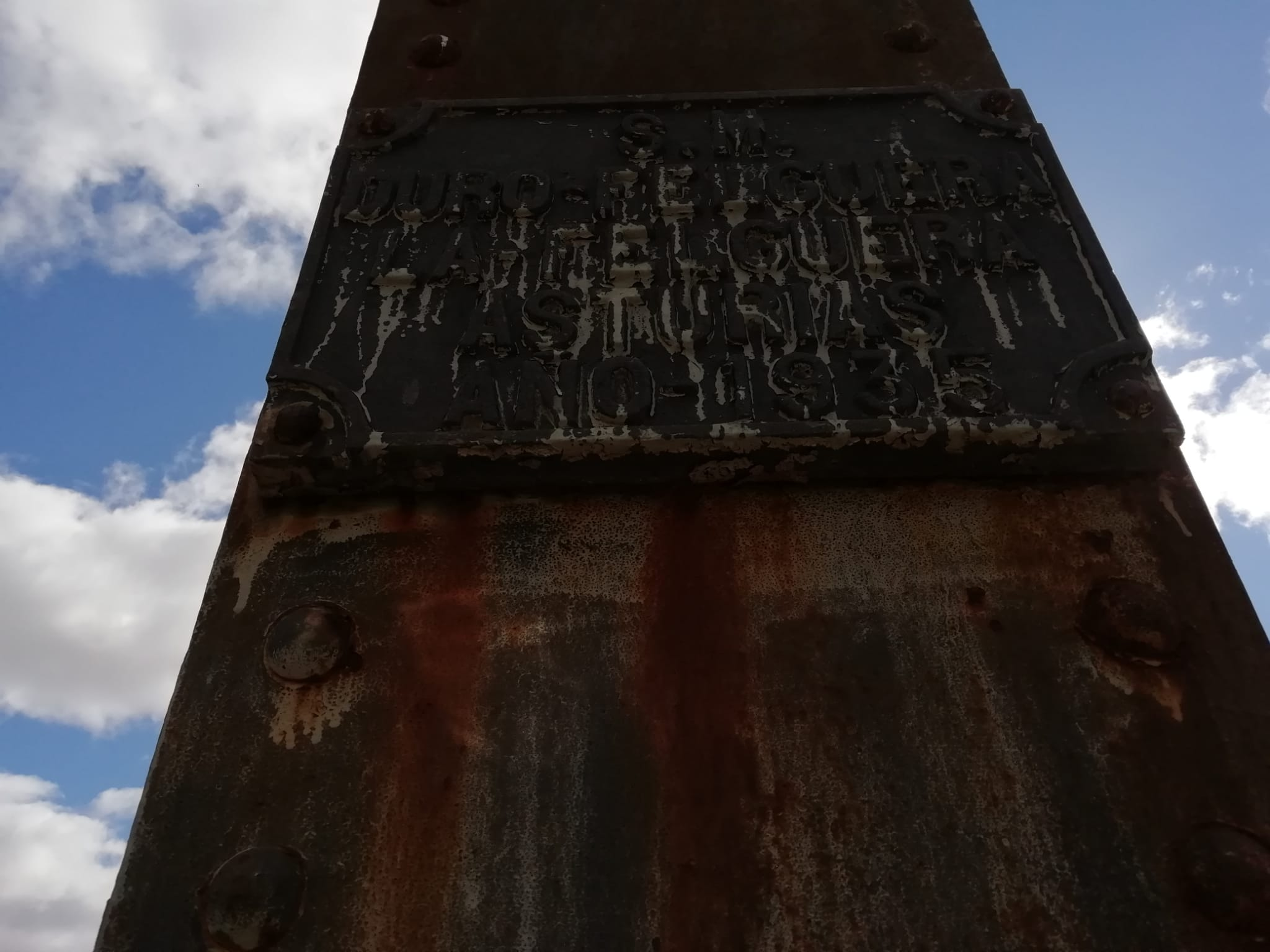
Placa de inscripción del Puente de la Vía de San Juan de Torres.

Cuenta con el Puente de Hierro de la Vía por el que discurre el río Órbigo. Puente histórico por su proximidad al antiguo camino real de Madrid a Galicia. Según la placa que aparece en el puente, este fue construido en el año 1935. En dicha placa está grabado: "SM Duro - Felguera. La Felguera. Asturias. Año 1935". 
El antiguo camino real, actualmente es la carretera nacional N-VI y A-6 (Autovía del Noroeste) Esta carretera comenzó sus obras en 1993 cuando se construyó el tramo desde la localidad vallisoletana de Tordesillas para comunicar Madrid con Galicia.

## Folclore
La localidad celebra dos festividades: el 6 de mayo celebra San Mamés y el 24 de junio, San Juan Bautista, su fiesta Mayor y patronal.
Las manifestaciones folklóricas, hogueras y enramadas, en los pueblos de la provincia de León, se hacen indistintamente en las noches de San Juan, San Pedro y San Pelayo, aunque quedan reducidas a los pueblos que les tienen como patronos. Aunque lo más popular es hablar de la "noche de San Juan" localizada del 23 al 24 de junio, se puede hablar del "ciclo de San Juan" que se inicia la noche del día 23 de junio del calendario Gregoriano hasta los siguientes siete días y cerrándose con la celebración de San Pedro Apóstol el día 29 de junio.
En el siglo pasado, en la diócesis de Astorga, dentro de los pueblos que hoy forman León, se contaban hasta 27 iglesias bajo la advocación de San Juan, una de ellas, la de San Juan de Torres. 
El acto principal es la hoguera de la noche de San Juan donde se demuestran notas de comensalidad entre los vecinos. La gente del pueblo se reúne alrededor del fuego para cantar, bailar, comer y beber en un intento de estrechar lazos de vecindad y afianzar sus propios vínculos de convivencia.